# Hermann Eggert
Hermann Eggert (* 3. Januar 1844 in Burg bei Magdeburg; † 12. März 1920 in Weimar; vollständiger Name: Georg Peter Hermann Eggert) war ein deutscher Architekt und preußischer Baubeamter.

## Leben und Wirken
Eggert war der Sohn eines Zimmermeisters und Bauunternehmers, er studierte Architektur bei Heinrich Strack an der Berliner Bauakademie. Schon früh gewann er Auszeichnungen für einige Entwürfe, die jedoch nicht ausgeführt wurden. 1873 wurde er nach dem bestandenen zweiten Staatsexamen zum Regierungsbaumeister (Assessor im öffentlichen Bauwesen) ernannt. 1874 machte er im Auftrag der königlichen Museen in Berlin gemeinsam mit dem Archäologen Gustav Hirschfeld eine wissenschaftliche Forschungsreise nach Kleinasien, über die er im Jahrgang 1875 der Fachzeitschrift Deutsche Bauzeitung unter dem Titel „Architektonische Streifzüge in Kleinasien“ berichtete.
Von 1875 bis 1889 arbeitete Eggert als Universitätsbaumeister der neu gegründeten Kaiser-Wilhelms-Universität Straßburg. Von 1889 bis 1898 war er im preußischen Ministerium der öffentlichen Arbeiten in Berlin tätig, zuletzt tituliert als Geheimer Oberbaurat, und war dort hauptsächlich mit der Ausführung von Sakralbauten betraut. 1898 verließ er den Staatsdienst und arbeitete selbstständig, er unterhielt ein eigenes Büro in Hannover. Seinen Lebensabend verbrachte Hermann Eggert in Weimar, wo er sich ein Einfamilienhaus gebaut hatte.

## Bauten und Entwürfe (Auswahl)
- 1869: Wettbewerbsentwurf für den Neubau des Berliner Doms (später nach einem Entwurf von Julius Carl Raschdorff ausgeführt)
- 1872–1877: Ernst-Moritz-Arndt-Turm auf der Insel Rügen
- 1873: Wettbewerbsentwurf für das Niederwalddenkmal (nach einem Entwurf von Karl Weißbach ausgeführt)
- zwischen 1875 und 1889: diverse Entwürfe für Bauten der Kaiser-Wilhelm-Universität Straßburg (z. B. Chemisches Institut, Physikalisches Institut, Botanisches Institut sowie 1881 die Sternwarte)[3]
- 1877: Kriegerdenkmal in Magdeburg
- 1883–1888: Hauptbahnhof in Frankfurt am Main
- 1884–1889: Kaiserpalast in Straßburg mit Ernst Ehrhardt
- 1889–1890: Schloss Seeheim bei Konstanz am Bodensee
- 1898: Hauptbahnhof in (Hamburg-)Altona (1978 abgerissen)
- 1898–1899: Tierärztliche Hochschule in Hannover (im Zweiten Weltkrieg zerstört)
- 1898–1909: Neues Rathaus in Hannover (Weiterbau bzw. Innenausbau 1909–1913 nach Entwürfen von Gustav Halmhuber)
- 1899–1902: Erweiterungsbau der Technischen Hochschule (Berlin-)Charlottenburg, Straße des 17. Juni 145
- 1906–1907: Bismarckturm in Burg bei Magdeburg
- 1911–1913: Ausführung der Sternwarte Babelsberg (nach Entwurf von Georg Thür)

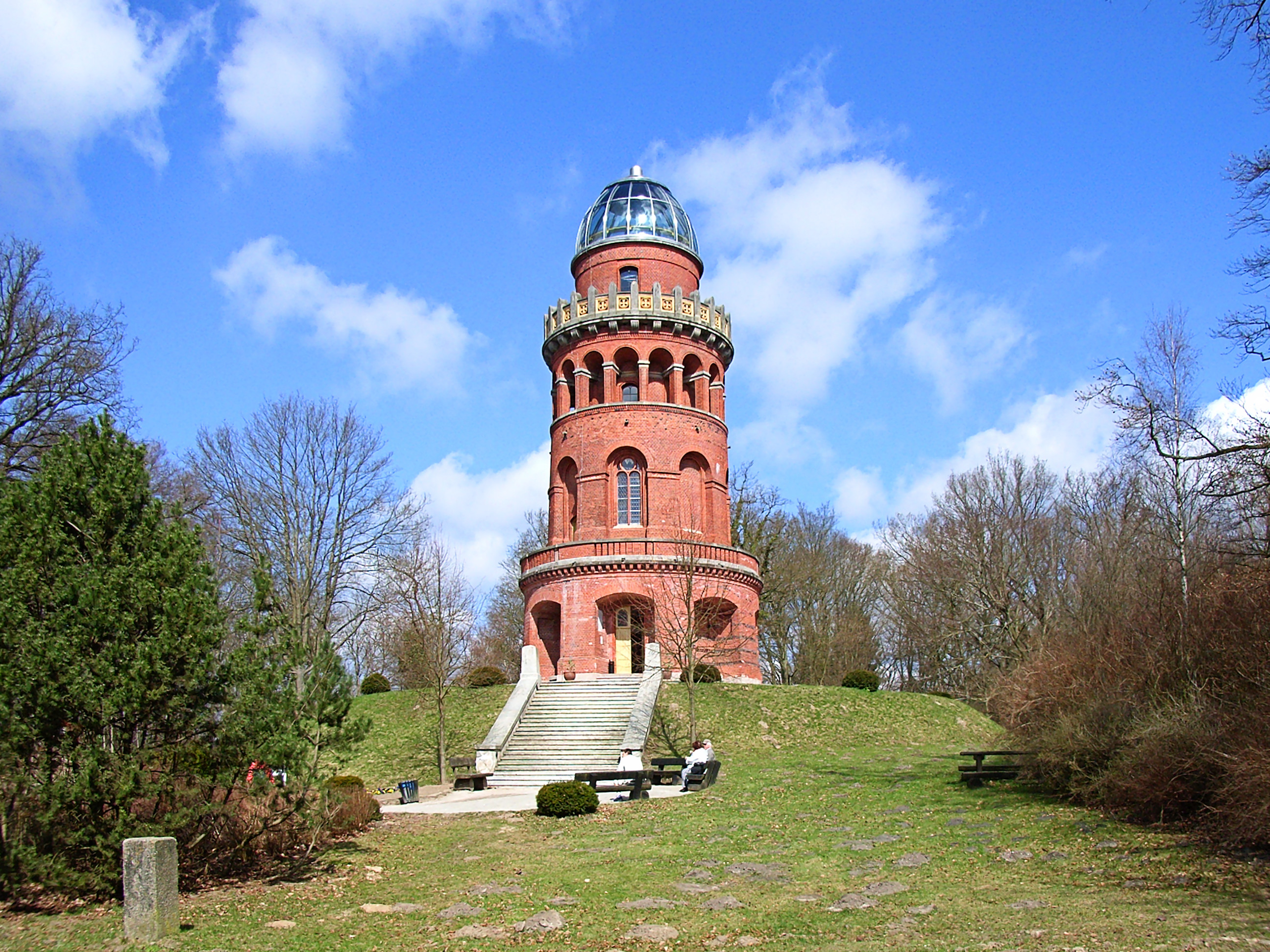
Ernst-Moritz-Arndt-Turm auf Rügen
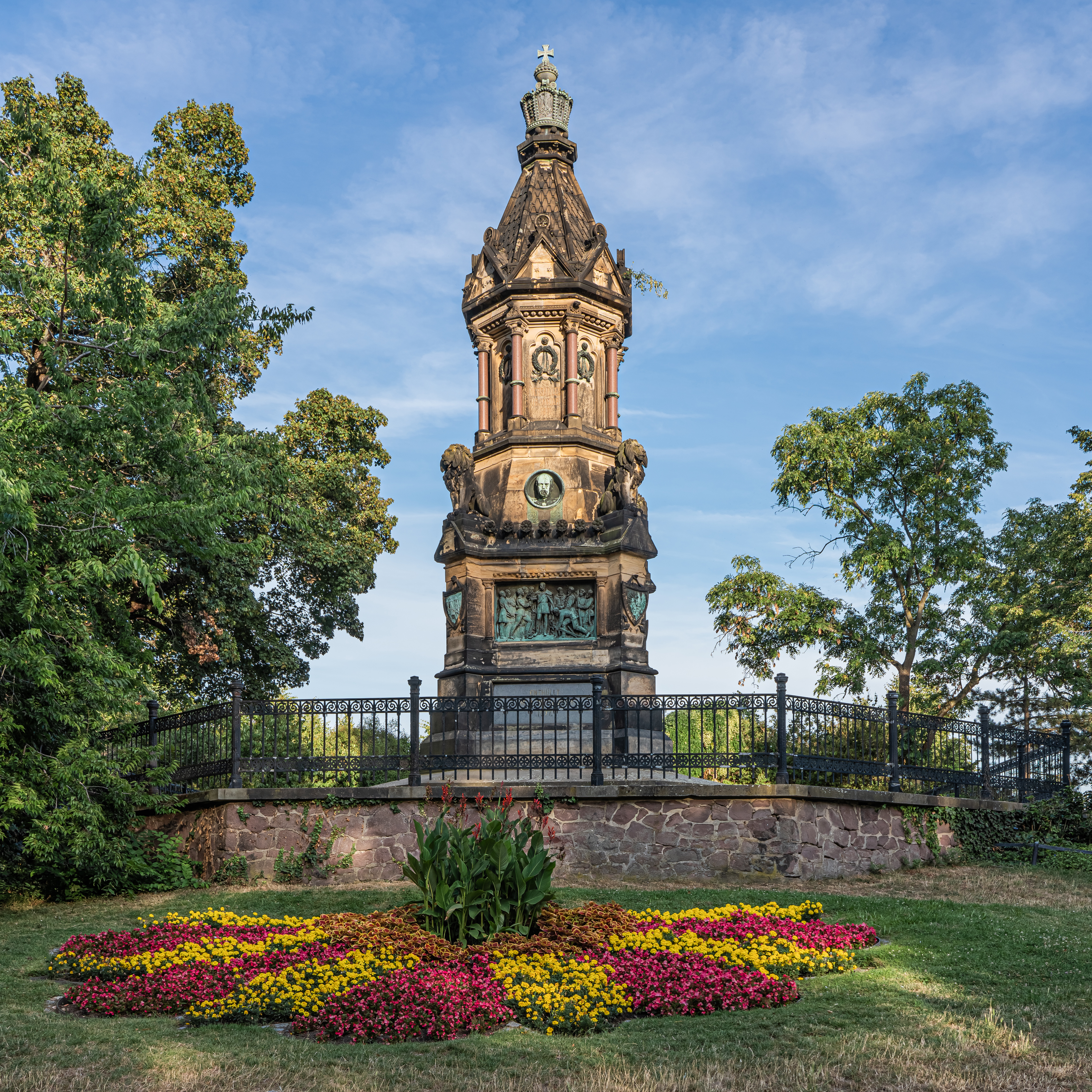
Kriegerdenkmal in Magdeburg
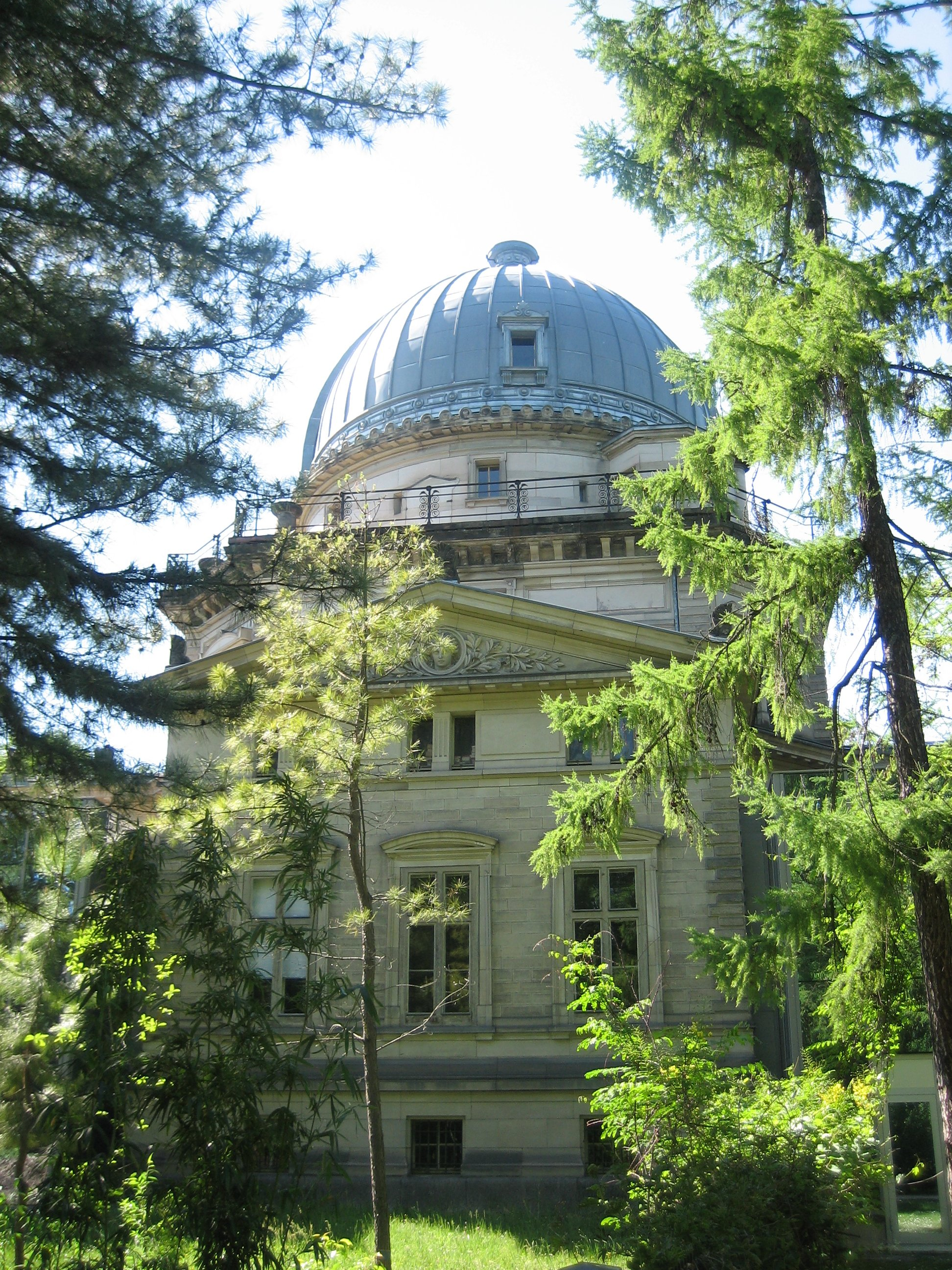
Sternwarte in Straßburg
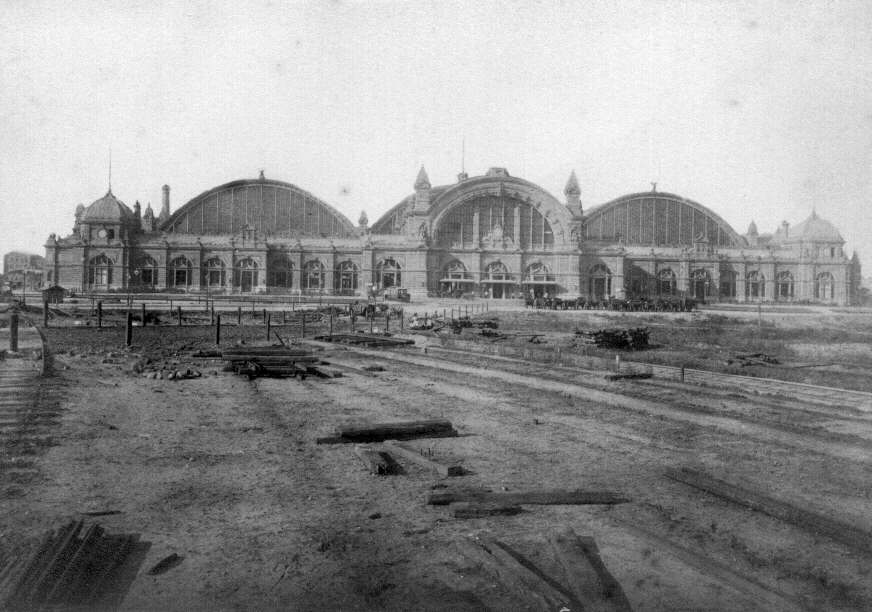
Hauptbahnhof in Frankfurt am Main (Foto 1888)
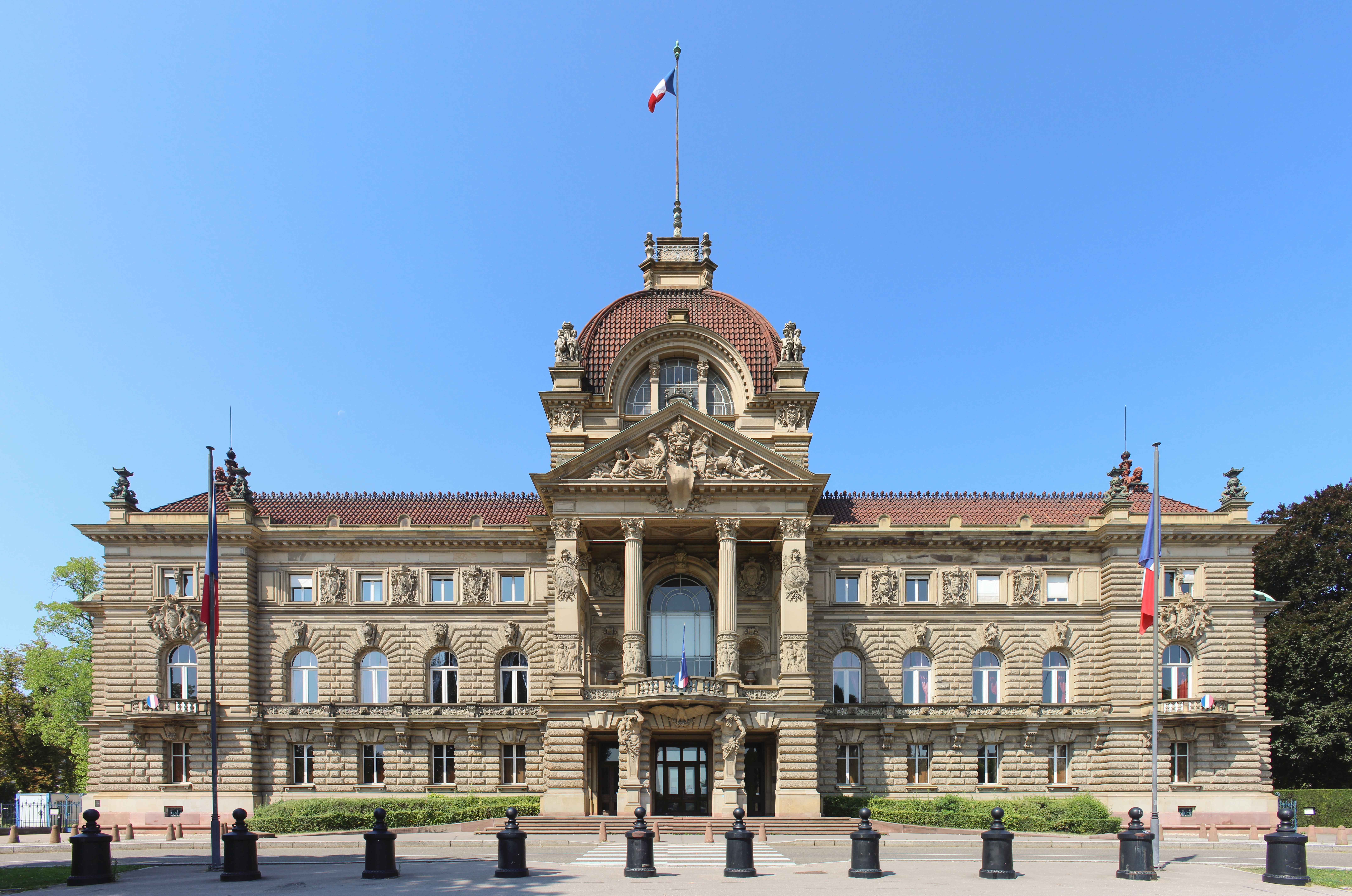
Kaiserpalast in Straßburg
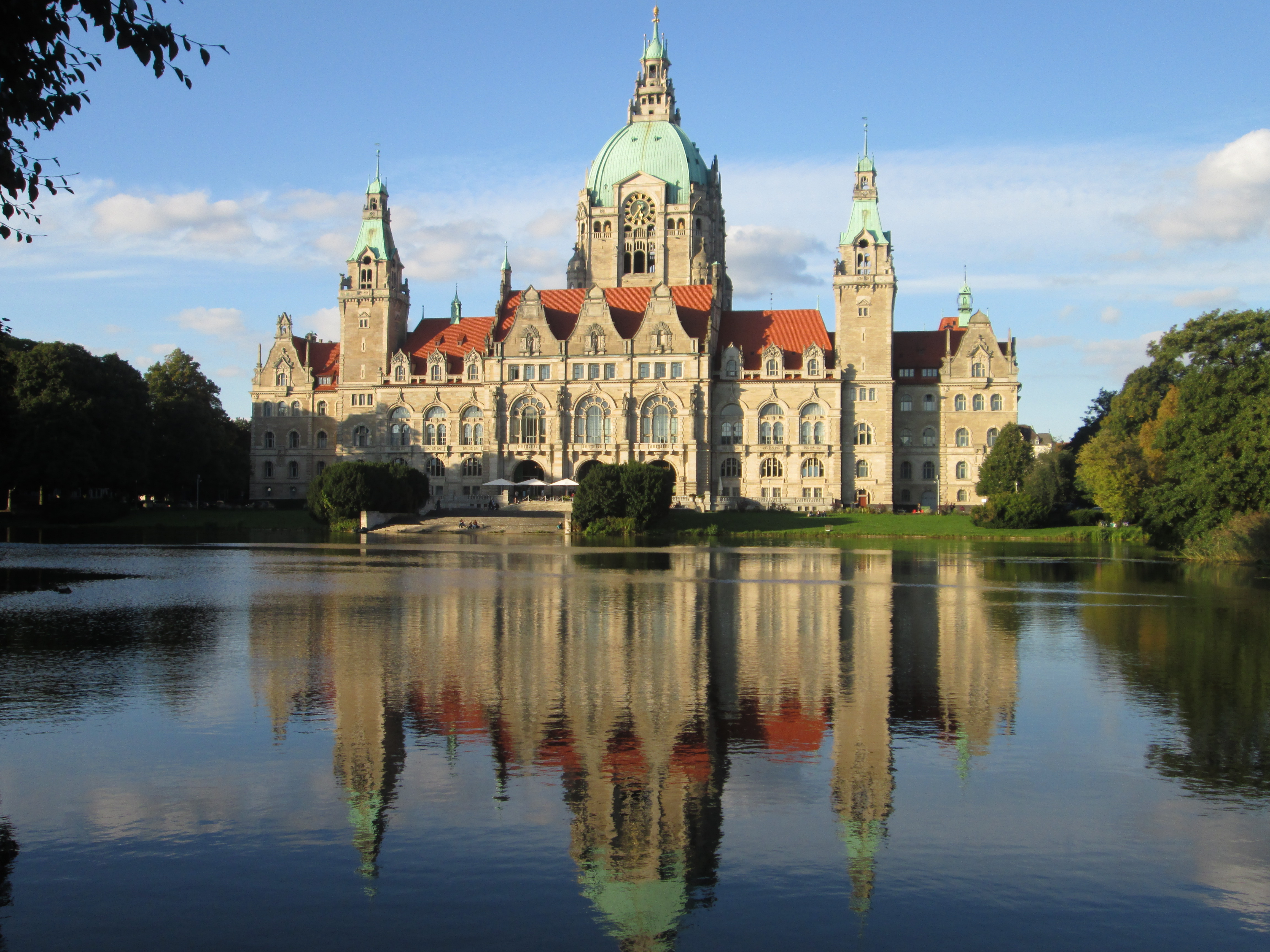
Neues Rathaus in Hannover
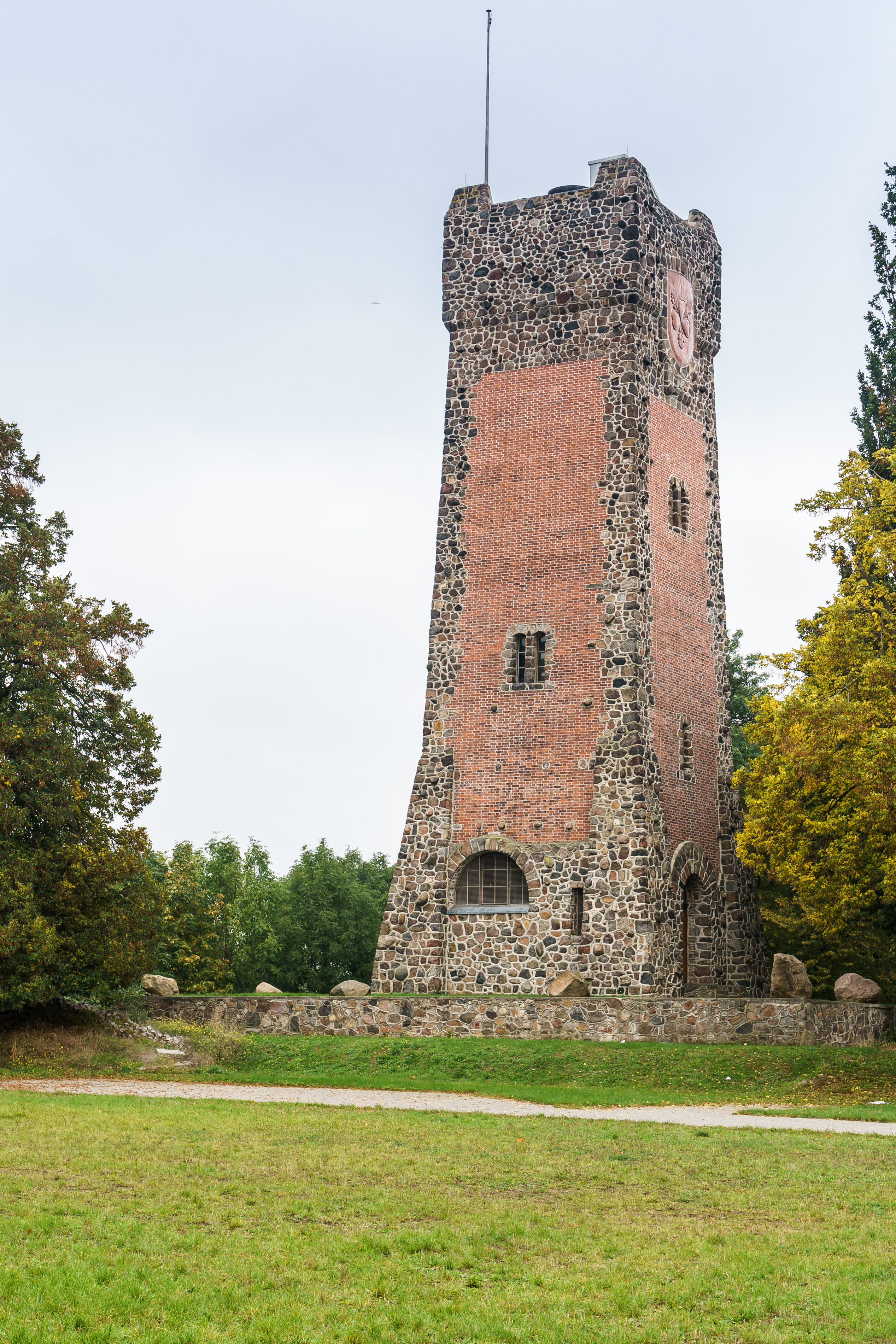
Bismarckturm in Burg bei Magdeburg

## Würdigungen
Eggert war von 1896 bis zu seinem Tod Mitglied in der Sektion Bildende Künste der Preußischen Akademie der Künste in Berlin.
Im Jahre 2009 wurde ein Teil der Camberger Straße in Frankfurt-Gallusviertel in Hermann-Eggert-Straße umbenannt.